# Lovnica
Lovnica är ett berg i Bosnien och Hercegovina.   Det ligger i entiteten Federationen Bosnien och Hercegovina, i den centrala delen av landet, 27 km sydväst om huvudstaden Sarajevo. Toppen på Lovnica är 1 857 meter över havet, eller 281 meter över den omgivande terrängen. Bredden vid basen är 4,9 km.
Terrängen runt Lovnica är kuperad norrut, men söderut är den bergig.Närmaste större samhälle är Konjic, 15,5 km väster om Lovnica. 
Trakten runt Lovnica består till största delen av jordbruksmark. Runt Lovnica är det ganska tätbefolkat, med 93 invånare per kvadratkilometer.